# NGC 5295
NGC 5295 في الفهرس العام الجديد، هي مجرة، تقع في كوكبة الزرافة. اكتشفت في 20 ديسمبر 1797 بواسطة ويليام هيرشل.

## روابط خارجية
- NGC 5295 على موقع ويكي سكاي: DSS2, SDSS, GALEX, IRAS, Hydrogen α, X-Ray, Astrophoto, Sky Map, Articles and images